# Walter Isaacs
William Henry Tuckwell Isaacs, né en 1884 à Fulham et décédé le 6 mai 1955 à Chichester, est un coureur cycliste britannique du début du XXe siècle.

## Biographie
En 1908, il remporte une médaille de bronze aux Jeux olympiques de Londres, lors de la compétition de tandem avec Colin Brooks.

## Palmarès

### Jeux olympiques
- Londres 1908
  -  Médaillé de bronze du tandem